# Lotus Elise
Lotus Elise — родстер, плани з випуску якого з'явилися на початку 1994 року і були здійснені у вересні 1996 англійським автовиробником Lotus Cars. Автомобіль розганяється до 240 км/год. Назва Elise автомобіль отримав на честь Елізи (англ. Elisa) — внучки Романо Артола (англ. Romano Artioli), який був головою компанії в момент випуску автомобіля.

## Перше покоління (1996-2000)
Автомобіль має клеєну раму з екструдованого алюмінієвого профілю і пластикові кузовні панелі з фібергласу. Двигун 1.8 л Rover K-series I4 потужністю 120-193 к.с. розташований позаду, поперечно.
Лотос Elise 1996 року важив 725 кг. Через цю малу вагу він зміг розігнатися від 0 до 97 км/год за 5,8 секунди, попри відносно низьку потужність 120 к.с. Гальмування та споживання палива також покращуються завдяки зменшенню ваги автомобіля. Керованості допомагає низький центр ваги висотою 470 мм.
Серія 1 була розроблена Джуліаном Томсоном, тодішнім керівником проєкту в Lotus, та Річардом Ракхемом, головним інженером Лотоса.
Окрім стандартних варіантів вищої продуктивності, перелічених нижче, Lotus також випустив кілька обмежених версій, таких як Sport 135 (1998/9) потужністю 147 к.с., Sport 160 (2000) 152-162 к.с. і Sport 193 к.с. Вони були більш компетентними на трасі зі спортивною підвіскою, колесами та шинами, сидіннями відповідно до базової моделі. Були й інші спеціальні видання, такі як 50-річне видання (зелене/золото), яке відзначало 50 років автомобілів Lotus, тип 49 (двоколірний червоний та білий "Золотий лист") та тип 79 (чорно-золотий "JPS") яка посилається на його успішні номери автомобілів типу Гран-Прі.

### Двигуни
- 1.8 L Rover K-series I4 120 к.с.
- 1.8 L Rover K-series I4 147 к.с.
- 1.8 L Rover K-series I4 162 к.с.
- 1.8 L Rover K-series I4 193 к.с.

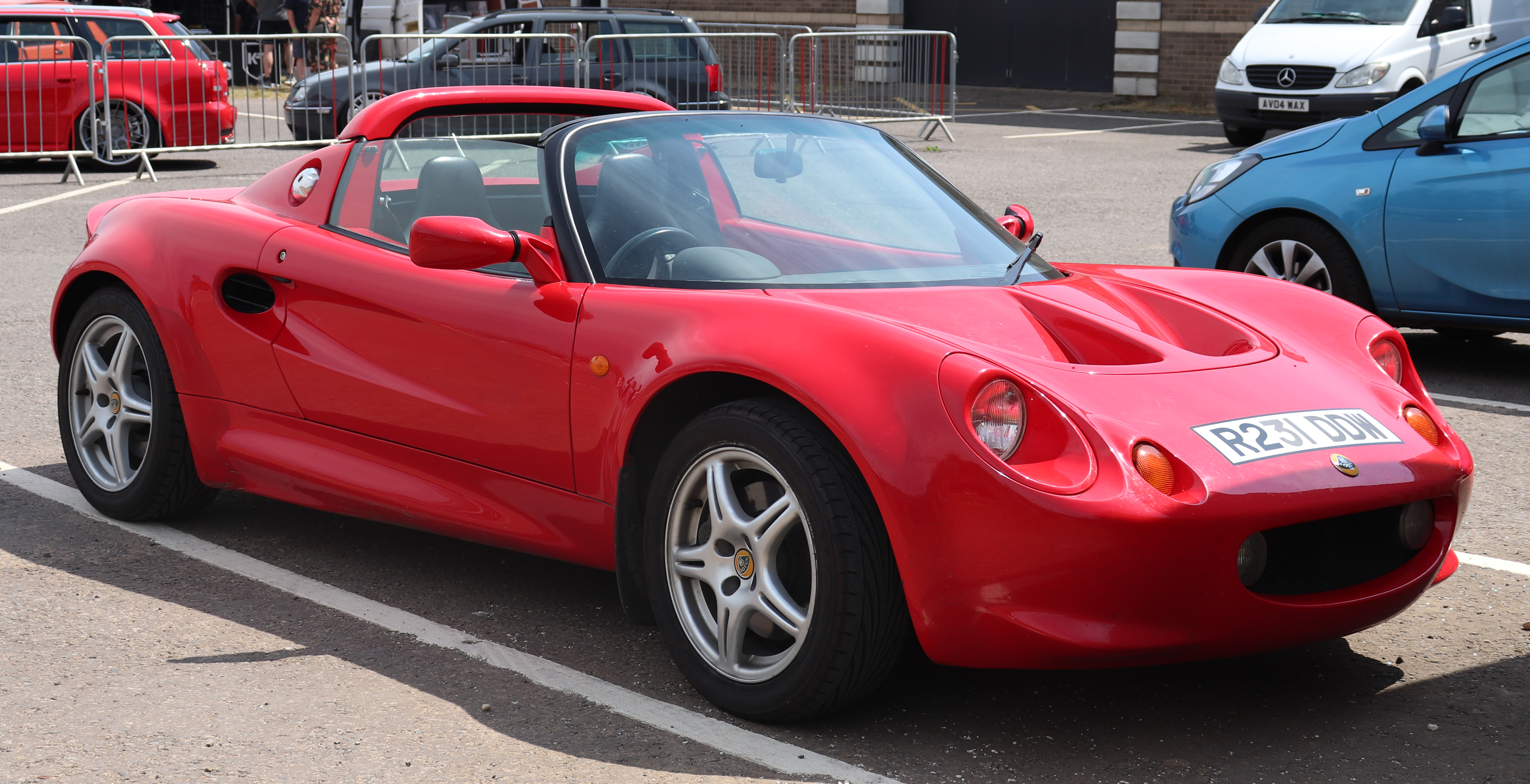
Lotus Elise I
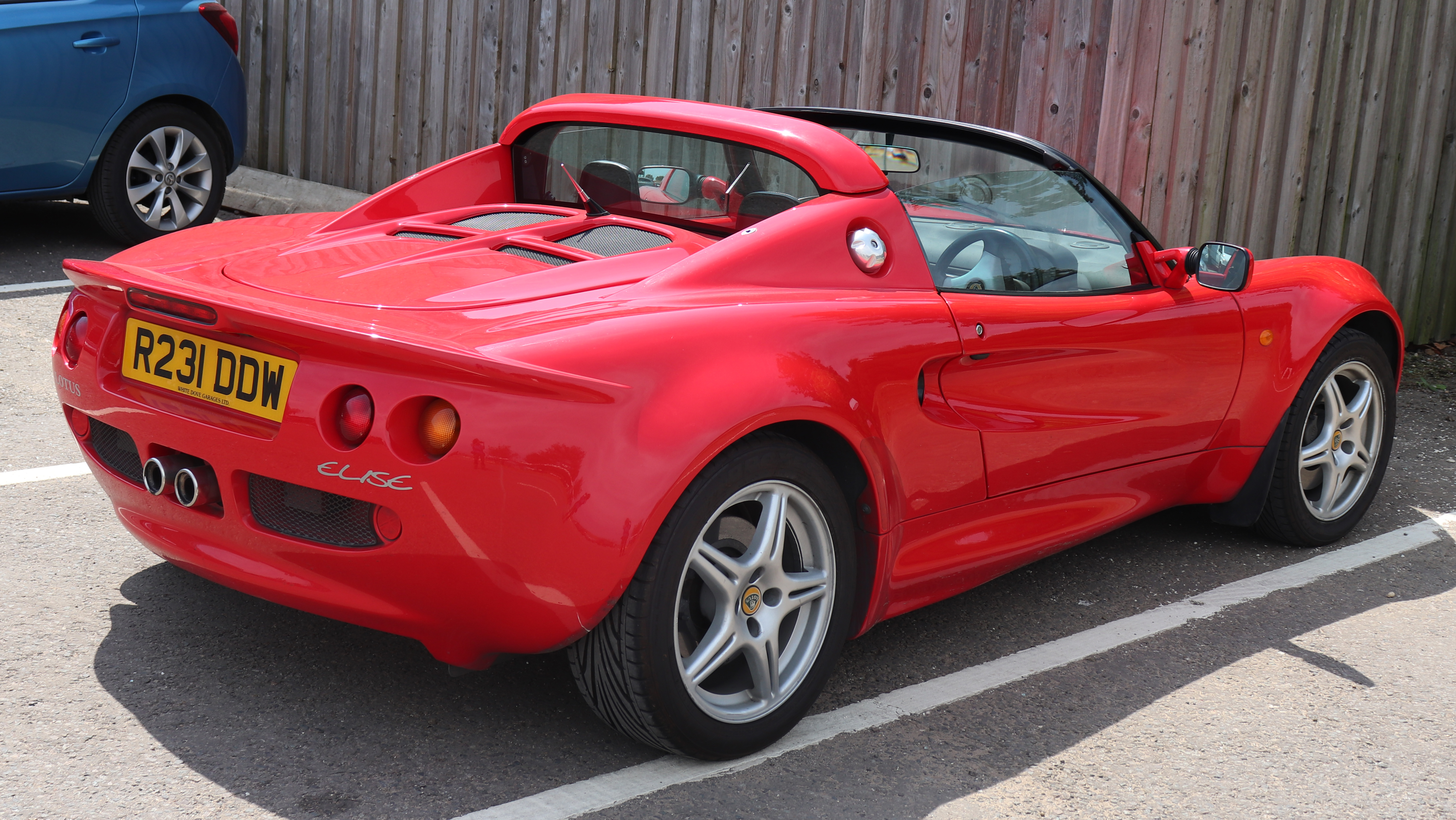
Lotus Elise I
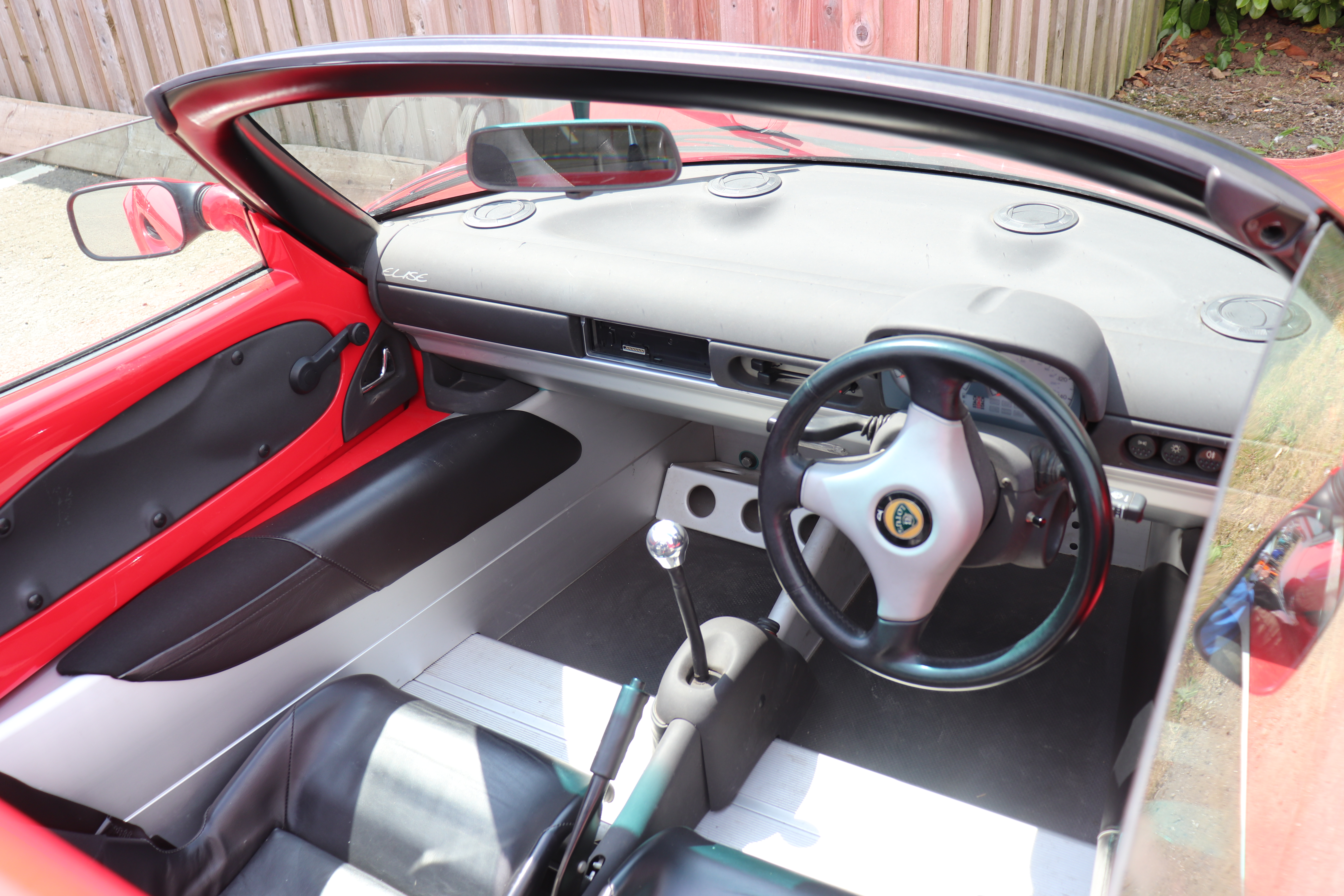

## Друге покоління (2000-2010)
В 2000 році представлене друге покоління Elise, автомобіль комплектувався двигуном 1.8 л Rover K-series I4 потужністю 147-160 к.с.
В 2005 році двигуни замінили на 1.8 л Toyota 1ZZ-FE I4 потужністю 136-195 к.с. та 1.8 л Toyota 2ZZ-GE I4 потужністю 192-221 к.с.

### Двигуни
- 1.8 L Rover K-series I4 147-160 к.с.
- 1.8 L Toyota 1ZZ-FE I4 136-195 к.с.
- 1.8 L Toyota 2ZZ-GE I4 192-221 к.с.

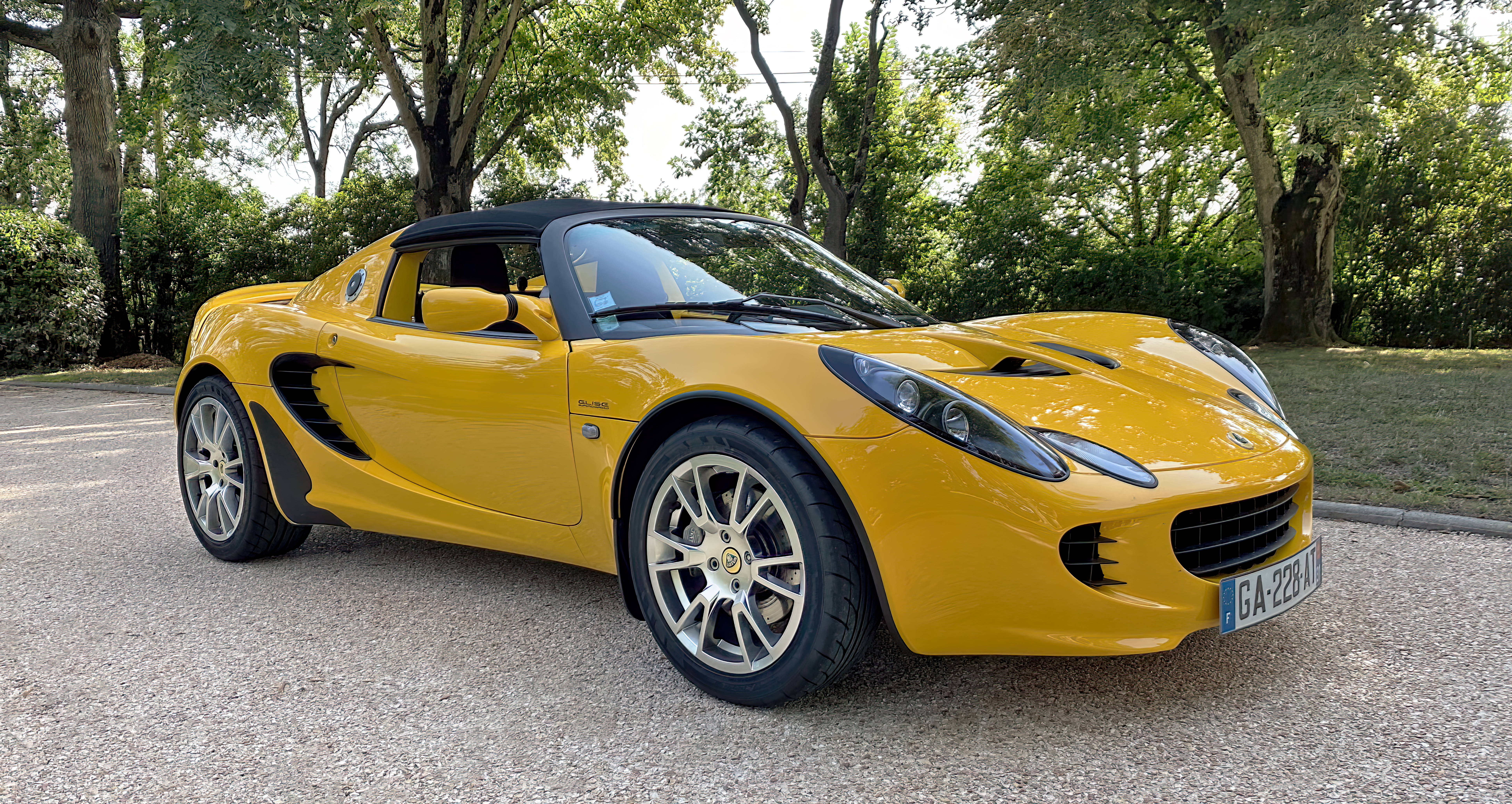
Lotus Elise II
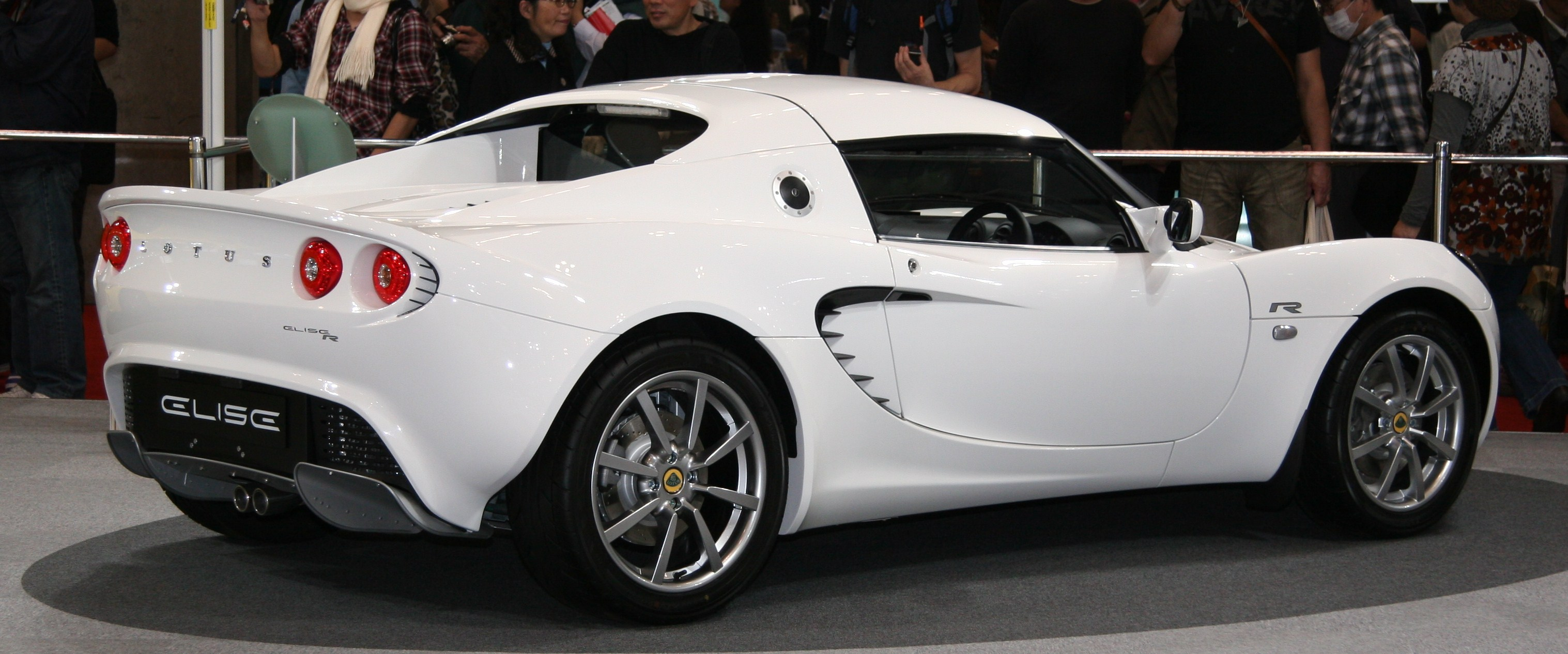
Lotus Elise R
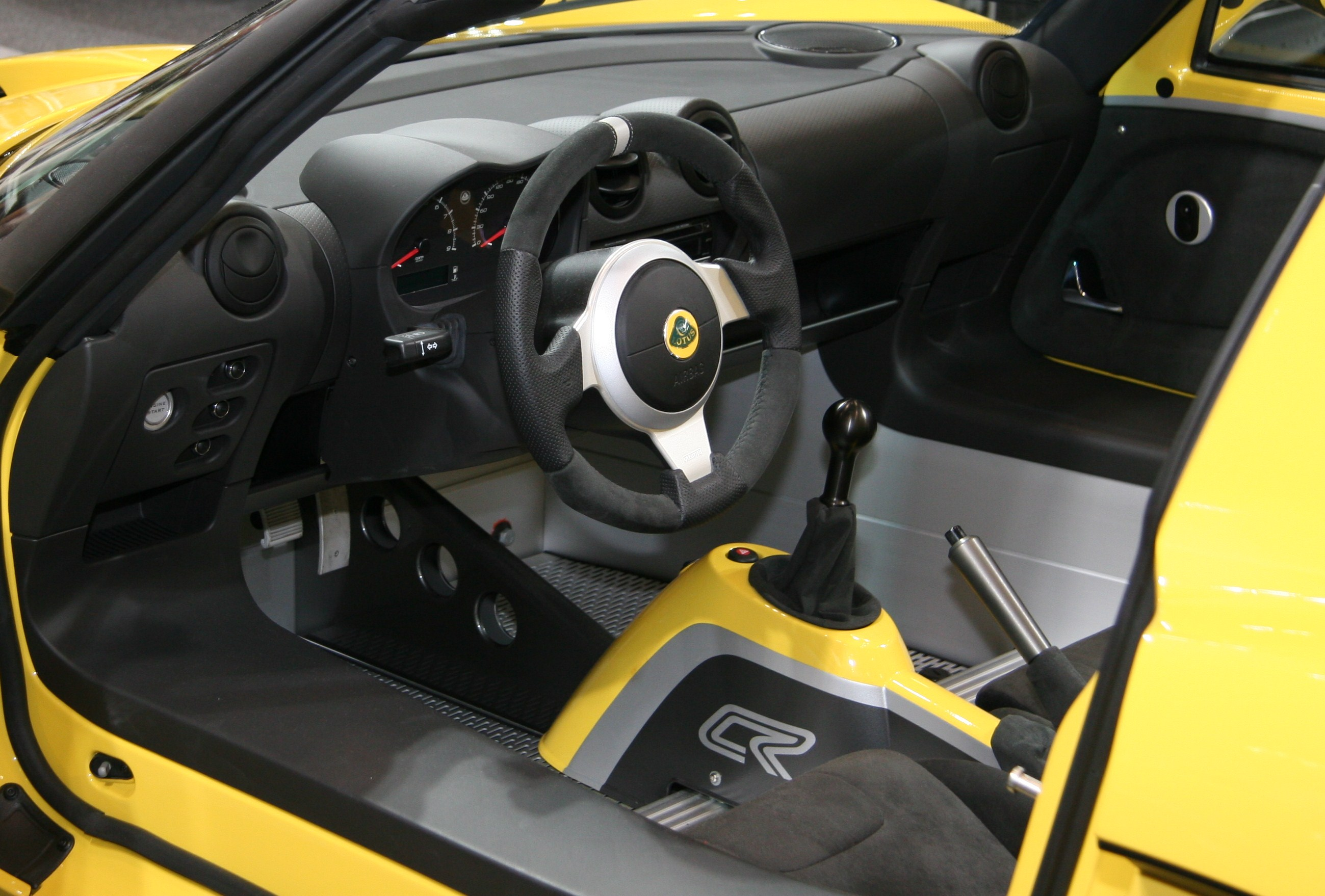

## Третє покоління (2010-2021)
У лютому 2010 року компанія Lotus представила третє покоління Elise. Автомобіль отримав нові фари одиночні трикутної форми. Найдешевша версія в Європі тепер отримала 1,6-літровий двигун Toyota 1ZR-FAE потужністю 136 к.с. Для американського ринку поставляється двигун 1,8 л Toyota 2ZZ-GE потужністю 190 к.с.
В 2012 році представлений Elise Sport 220 з двигуном 1,8 л 2ZR-FE, що поставляється зі стандартним нагнітачем Magnuson R900 і видає 220 к.с.
Пізніше представлені обмежені серії Cup 250 та Cup 260 з двигуном 1,8 л Toyota 2ZZ-GE потужністю відповідно 246 та 253 к.с.

### Двигуни
- 1.6 L Toyota 1ZR-FAE I4 136 к.с.
- 1.8 L Toyota 2ZZ-GE I4 190 к.с.
- 1.8 L Toyota 2ZR-FE I4 220 к.с.

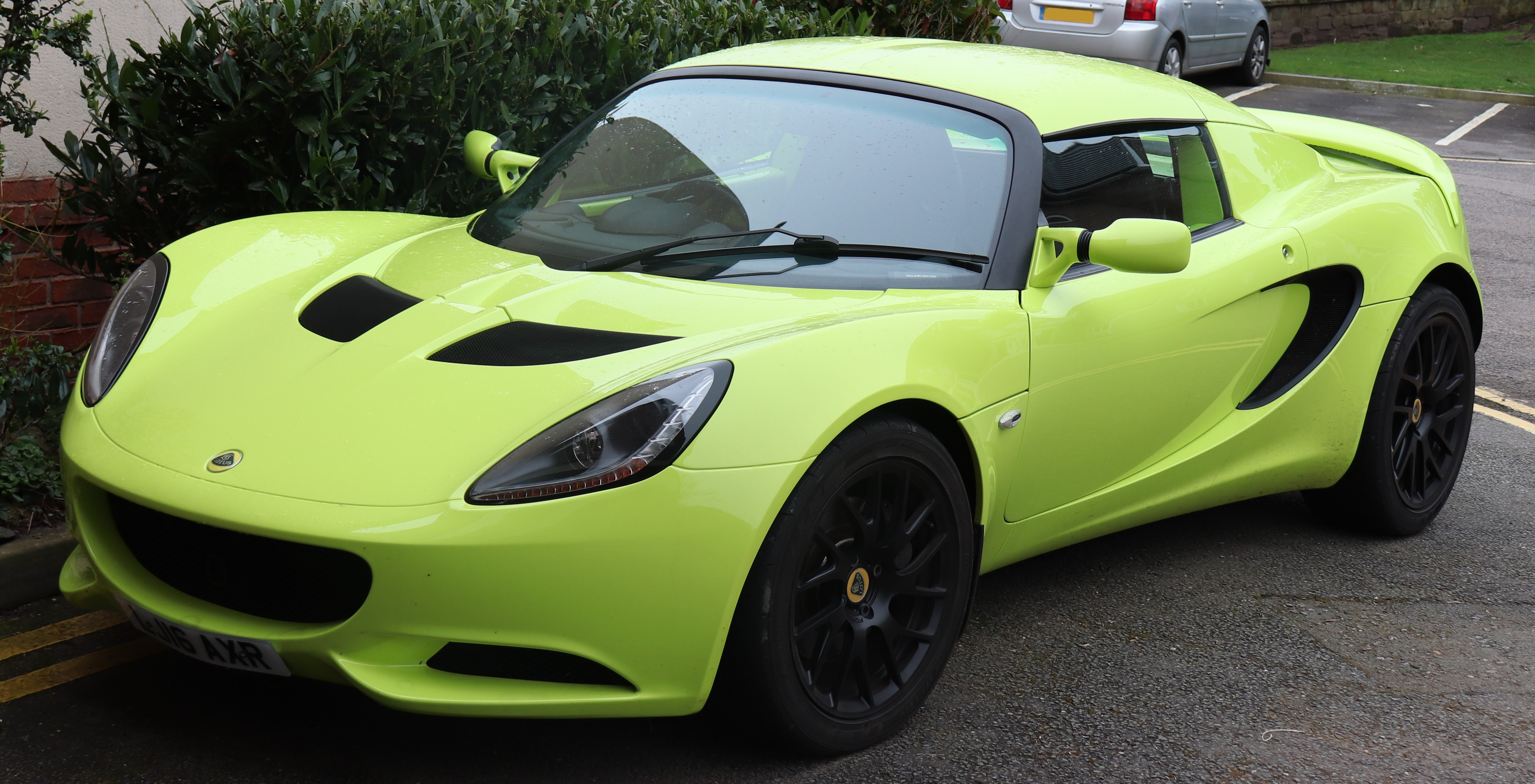
Lotus Elise III
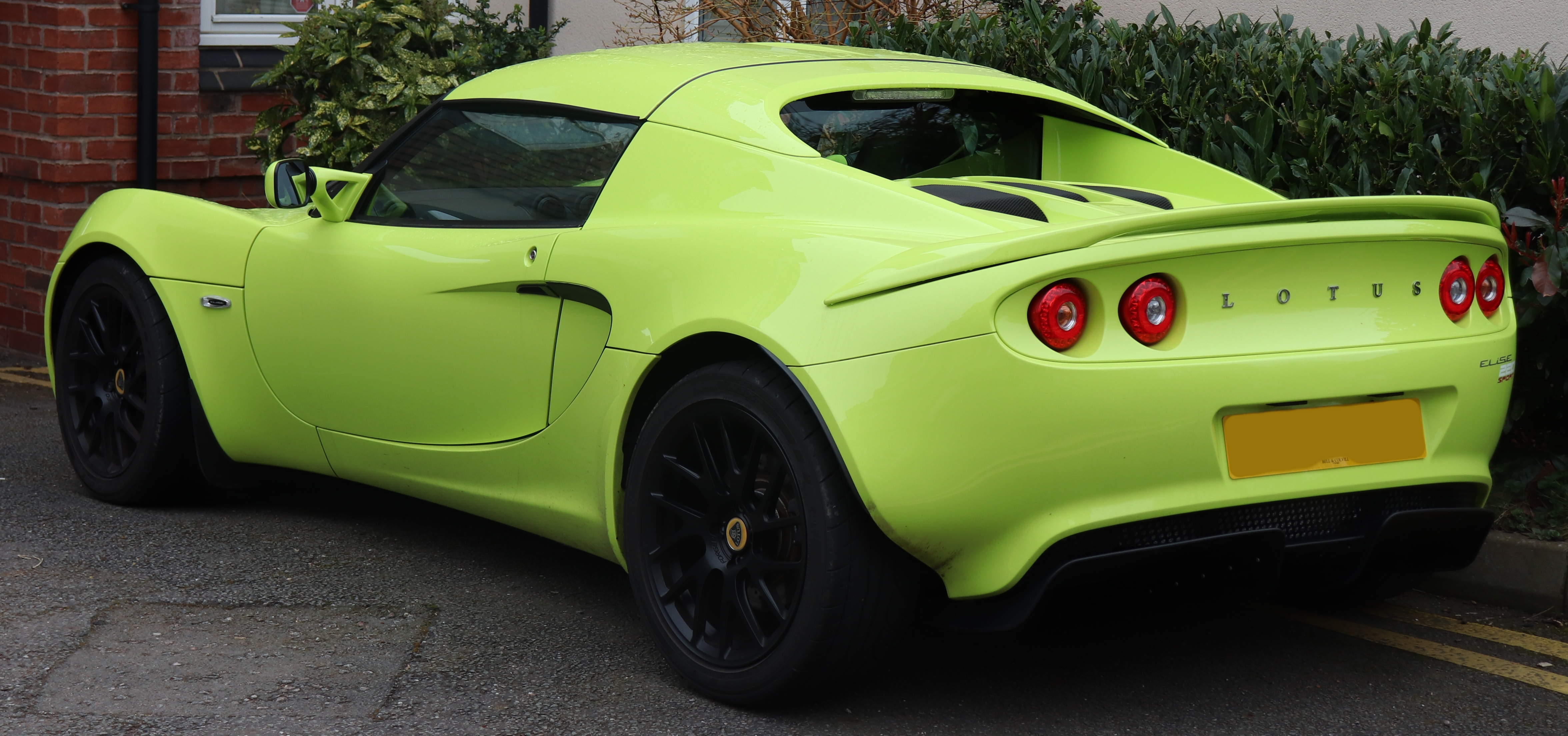
Lotus Elise III

## Lotus Elise GT1

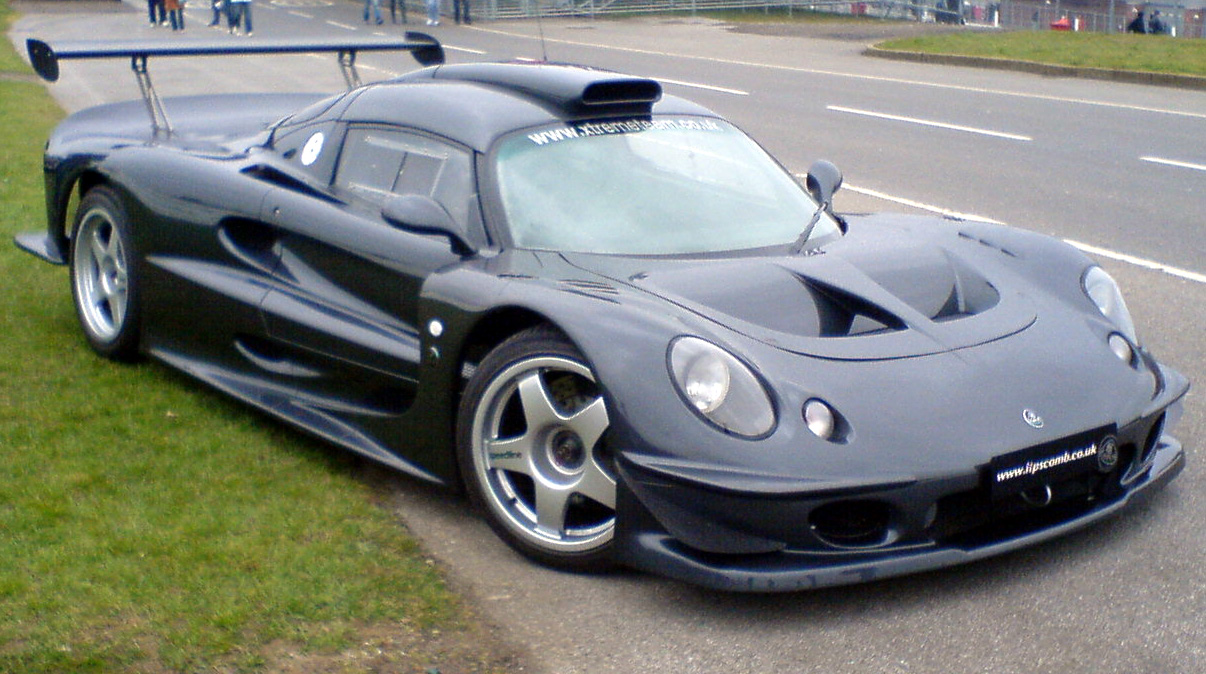
Lotus Elise GT1

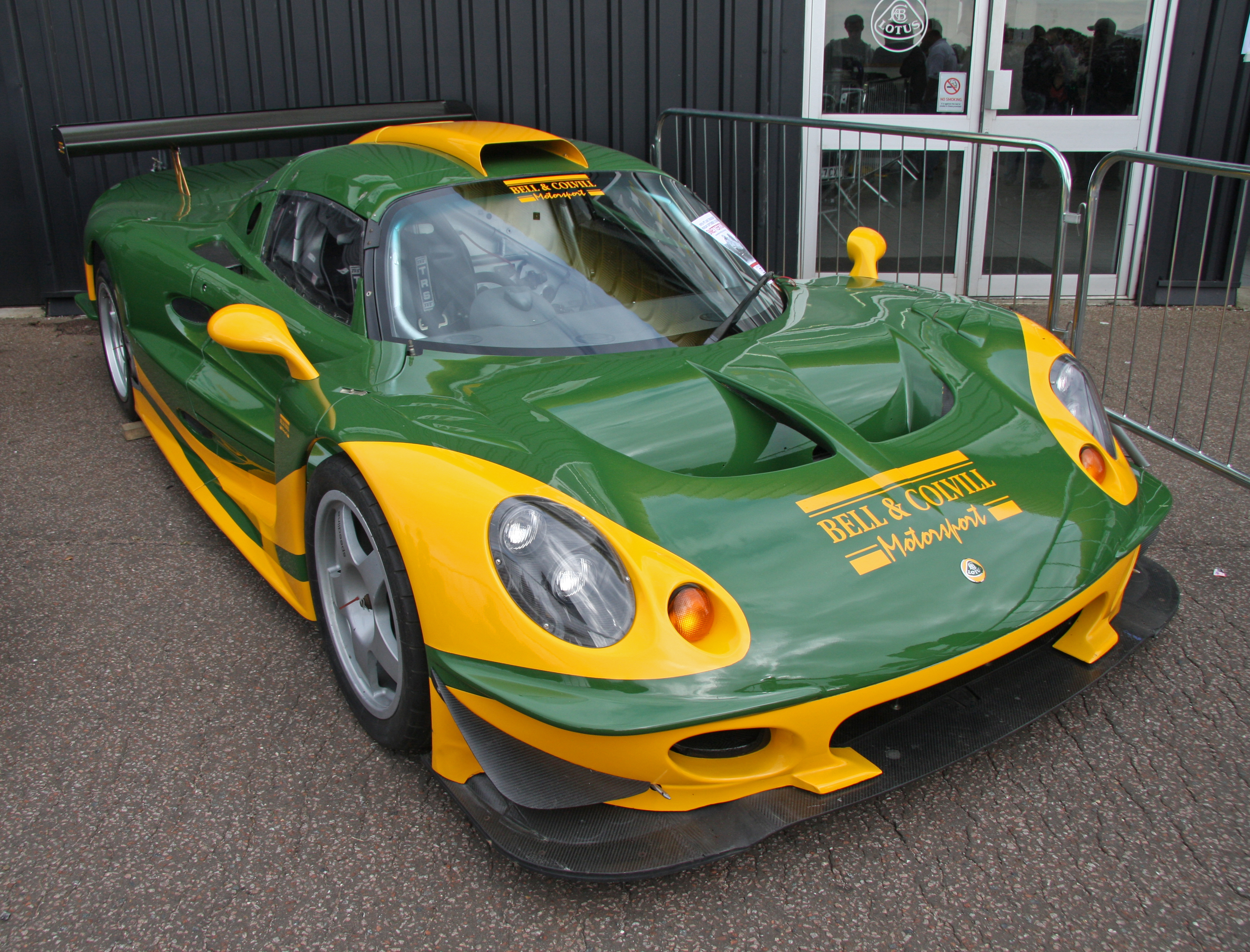
Гоночний Lotus Elise GT1

Lotus Elise GT1 (також відомий як Lotus GT1, внутрішнє позначення тип 115) був гоночним автомобілем, розробленим для великогабаритних спортивних автоперегонів Гран-турізмо FIA GT, починаючи з 1997 року. На спорткар встановлювали наступні двигуни: 6.0 л Chevrolet LT5 twin-turbo V8, 3.5 л Lotus Type 918 twin-turbo V8 та 8.0 л Chrysler 356-T6 Viper V10 (Bitter GT1). Конкурентами в гонках були McLaren F1 GTR, Mercedes-Benz CLK GTR, Porsche 911 GT1 та Panoz Esperante GTR-1.
Всього виготовлено 1 дорожній автомобіль і 7 гоночних автомобілів.